# Indiska mjukpälsråttor
Indiska mjukpälsråttor (Millardia) är ett släkte gnagare i underfamiljen möss (Murinae) med fyra arter.

## Beskrivning
Individerna når en kroppslängd mellan 8 och 20 cm och därtill kommer en 7 till 19 cm lång svans. Som namnet antyder är pälsen mjuk utan taggiga hår. Färgen är på ovansidan brun till gråbrun och på buken vitaktig. De har jämförelsevis stora öron och svansen bär hår.
Alla arter lever i södra Asien. Utbredningsområdet sträcker sig från Pakistan över stora delar av Indien till Myanmar, de förekommer även på Sri Lanka. Habitatet utgörs vanligen av gräs- och träskmark men även av jordbruksmark. Ett undantag är Millardia gleadowi som lever i halvöknar och som undviker jordbruksmark. Indiska mjukpälsråttor är aktiva på natten och gömmer sig på dagen mellan stenansamlingar eller i underjordiska bon som byggs själv eller som överlämnades av andra djur. De äter huvudsakligen frön, gräs och andra växtdelar.

## Systematik
Släktet räknas tillsammans med några andra släkten som förekommer i södra Asien till den så kallade Millardia-gruppen. De andra släkten är Cremnomys, Diomys och Madromys. En annan genetisk studie listar Millardia och Cremnomys i ett tribus, Millardini.
Indiska mjukpälsråttor utgörs av fyra arter:
- Millardia gleadowi lever i Pakistan och nordvästra Indien.
- Millardia kathleenae är endemisk för Burma.
- Millardia kondana förekommer i ett mycket begränsat område i delstaten Maharashtra.
- Millardia meltada finns i Pakistan, Indien, Nepal och på Sri Lanka.

M. kondana listas av IUCN på grund av sin begränsade utbredning som akut hotad (critically endangered), de andra betraktas som livskraftiga. M. meltada förökar sig särskilt bra och betraktas under vissa tider som plåga för jordbruket.